# 延岡市立北方小学校
延岡市立北方小学校（のべおかしりつ きたかたしょうがっこう）は、宮崎県延岡市北方町川水流（かわずる）卯にあった公立の小学校。
2014年（平成26年）3月末をもって閉校し、小中一貫校「延岡市立北方学園」へ統合された。

## 概要
歴史
1874年（明治7年）に開校した「北方小学校」を前身とする。北久保川棚畑に新校舎が完成した1903年（明治36年）を創立年としており、2003年（平成15年）に創立100周年を迎えた。2014年（平成16年）に延岡市内旧・北方町域の小学校4校（北方・城・美々地・三椪）と、中学校1校（北方）が統合の上、小中一貫校「延岡市立北方学園」となり、111年の歴史に幕を下ろした。
校章
中央に校名の略称である「北小」の文字（縦書き）を配している。
校歌
作詞は小嶋政一郎、作曲は権藤円立による。歌詞は4番まであり、1番と2番、4番の歌詞中に校名の「北方」が登場する。
通学区域
「曾木、南久保山、角田、笠下、川流水、蔵田、下崎、上崎、高畑」地区。中学校区は延岡市立北方中学校であった。

## 沿革
- 1874年（明治7年）1月 - 曾木の慈眼寺を借用の上、石川清平を招き、「北方小学校」が創立。
- 1876年（明治9年）2月 - 黒原十郎ヶ尾に校舎が完成。
- 1877年（明治10年）- 西南の役により、校舎を焼失。1年近く休学となる。
- 1878年（明治11年）3月 - 下曾木の戸長役場を仮校舎として授業を再開。
- 1885年（明治18年）- 黒原十郎ヶ尾の校舎が再建される。
- 1886年（明治19年）- 小学校令施行により、尋常科（4年制）を設置の上、「尋常北方小学校」に改称。
- 1889年（明治22年）5月1日 - 町村制施行により、東臼杵郡「北方村」が発足。
- 1892年（明治25年）4月 - 「北方尋常小学校」に改称。
- 1894年（明治27年）2月 - 川水流分教場・角田分教場を設置。
- 1903年（明治36年）10月10日 - 北久保川棚畑に新校舎が完成。この日をもって、創立記念日とする。
- 1905年（明治38年）4月 - 分教場を廃止。
- 1906年（明治39年）8月 - 校舎を増築。高等科を併置の上、「北方尋常高等小学校」に改称。
- 1908年（明治41年）4月 - 改正小学校令により、尋常科（義務教育年限）が4年制から6年制に改められる。これにより、旧高等科1年を尋常科5年、旧高等科2年を尋常科6年、旧高等科3年を高等科1年、旧高等科4年を高等科2年とする。
- 1939年（昭和14年）10月10日 - 川水流地区東原卯965番地に移転を完了。
- 1941年（昭和16年）4月1日 - 国民学校令施行により、「北方村北方国民学校」に改称。尋常科を初等科に改める。
- 1947年（昭和22年）- 学制改革が行われる（六・三制の実施）。
  - 4月1日 - 国民学校初等科は、新制小学校「北方村立北方小学校」に改組・改称。
  - 5月8日 - 国民学校高等科は、青年学校普通科とともに、新制中学校「北方村立北方中学校」に改組・改称。
- 1953年（昭和28年）10月 - 創立50周年記念式典を挙行。
- 1959年（昭和34年）6月 - ミルク給食を開始。
- 1965年（昭和40年）2月 - 中校舎が完成。
- 1966年（昭和41年）4月 - 特殊学級を設置の上、「さくら学級」と称する。
- 1970年（昭和45年）
  - 4月1日 - 北方村立岩屋ヶ平小学校を統合。
  - 5月 - 給食センターが完成し、完全給食を開始。
  - 11月3日 - 北方村の町制施行により、「北方町立北方小学校」に改称。
- 1971年（昭和46年）- 南校舎が完成。
- 1975年（昭和50年）7月 - プールが完成。
- 1979年（昭和54年）1月 - 体育館が完成。
- 1993年（平成5年）
  - この年 - 運動場を改修。
  - 9月 - えと[3]ミニレストランを開設。
- 2003年（平成15年）- 創立100周年記念式典を挙行。松ぼっくり広場が完成。
- 2006年（平成18年）
  - 2月20日 - 市町合併により、「延岡市立北方小学校」（最終名）に改称。
  - この年 - なかよしクラブが発足。
- 2009年（平成21年）- 干支[3]っ子隊が発足。
- 2014年（平成26年）
  - 2月22日 - 北方町内の小中学校で合同閉校式典を挙行。
  - 3月31日 - 閉校。111年の歴史に幕を閉じる。

跡地の活用
- 閉校後の校舎は、延岡市教育委員会北方分室として使用されている。

旧・岩屋ヶ平小学校
- 1905年（明治38年）8月13日 - 「三椪尋常小学校分教場」が設置される。
- 1906年（明治39年）5月 - 藁葺平屋建校舎1棟が完成。
- 1911年（明治44年）4月 - 三椪尋常小学校から分離の上、「岩屋ヶ平尋常小学校」として独立。
- 1940年（昭和15年）10月 - 火災により、校舎を焼失。校舎再建までの間、分散授業を余儀なくされる。
- 1941年（昭和16年）4月 - 国民学校令施行により「岩屋ヶ平国民学校」に改称。尋常科を初等科に改める。
- 1942年（昭和17年）3月 - 木造校舎が完成。
- 1946年（昭和21年）12月 - 高等科の併置が認可される。
- 1947年（昭和22年）4月 - 学制改革（六・三制の実施）により、高等科を廃止の上、新制小学校「北方村立岩屋ヶ平小学校」に改称。
- 1950年（昭和25年）4月 - 北方村立三椪小学校の校長が岩屋ヶ平小学校の校長を兼任。
- 1970年（昭和45年）
  - 1月 - PTA臨時総会にて、北方村立北方小学校への統合が議決される。
  - 3月20日 - 閉校記念式典を挙行。
  - 3月31日 - 北方村立北方小学校への統合により、閉校。

## 交通
最寄りのバス停留所
- 宮崎交通バス 「川水流駅」前下車 1.8km

最寄りの幹線道路
- 国道216号（神話街道）

最寄りの鉄道駅
- かつて高千穂鉄道 高千穂線の「川水流駅」があったが、2007年（平成19年）9月に廃止された。

## 周辺
- 延岡市立北方学園（旧・延岡市立北方中学校校地）
- 延岡市役所 北方総合支所
- 延岡市立図書館・北方分館
- 延岡警察署 北方警察官駐在所
- 五ヶ瀬川
- 川水流神社

## 参考資料
- 「北方町史」（1972年（昭和47年）6月発行, 北方町役場）p.214～219（北方小学校）, p.240～p.241（岩屋ヶ平小学校）